# American College of Sports Medicine
 (avril 2023).
Si vous disposez d'ouvrages ou d'articles de référence ou si vous connaissez des sites web de qualité traitant du thème abordé ici, merci de compléter l'article en donnant les références utiles à sa vérifiabilité et en les liant à la section « Notes et références ».
L'American College of Sports Medicine (ACSM), dont le siège est à Indianapolis, dans l'Indiana, est une organisation de membres en médecine du sport et en sciences de l'exercice. Fondée en 1954, l'ACSM organise des conférences, publie des livres et des revues et propose des formations certifiantes pour les formateurs et les physiologistes.

## Historique
L'American College of Sports Medicine a été fondé en 1954 sous le nom de « Federation of Sports Medicine » à New York à l'hôtel Statler le 22 avril, dans le cadre du programme de l'après-midi de l'American Association for Health, Physical Education, and Loisirs (AAHPER). L'année suivante, l'American College of Sports Medicine a été officiellement constituée et onze personnes ont été désignées comme fondateurs. Ce groupe était composé de sept hommes et d'une femme ayant une carrière en éducation physique, ainsi que de trois médecins. Les éducateurs physiques étaient Clifford Brownell, Ph.D. Ernst Jok, M.D., Peter Karpovich, M.D., Leonard Larson, Ph.D. Grover Mueller, M.S., Neils Neilson, Ph.D., Josephine Rathbone, Ph.D. et Arthur Steinhaus, Ph.D. Bien qu'ils aient reçu une formation en éducation physique ou aient été employés dans des départements d'éducation physique, Jokl, Larson, Karpovich et Steinhaus ont été principalement impliqués dans des recherches portant sur la physiologie de l'exercice. Les médecins étaient Louis Bishop, M.D., Albert Hyman, M.D., et Joseph Wolffe, M.D. Tous trois étaient des cardiologues en exercice.
Le siège national de l'ACSM a déménagé à Indianapolis en 1984, rejoignant des organisations telles que la National Collegiate Athletic Association, la Fédération nationale des associations de lycées d'État et des organes directeurs nationaux spécifiques au sport.